# Hymerhabdia typica
Hymerhabdia typica är en svampdjursart som beskrevs av Topsent 1892. Hymerhabdia typica ingår i släktet Hymerhabdia och familjen Bubaridae. Inga underarter finns listade i Catalogue of Life.